# Eduard Averdieck
Eduard Averdieck (* 17. Februar 1810 in Hamburg; † 11. Februar 1882 ebenda) war ein deutscher Architekt und Zimmermeister.

## Leben

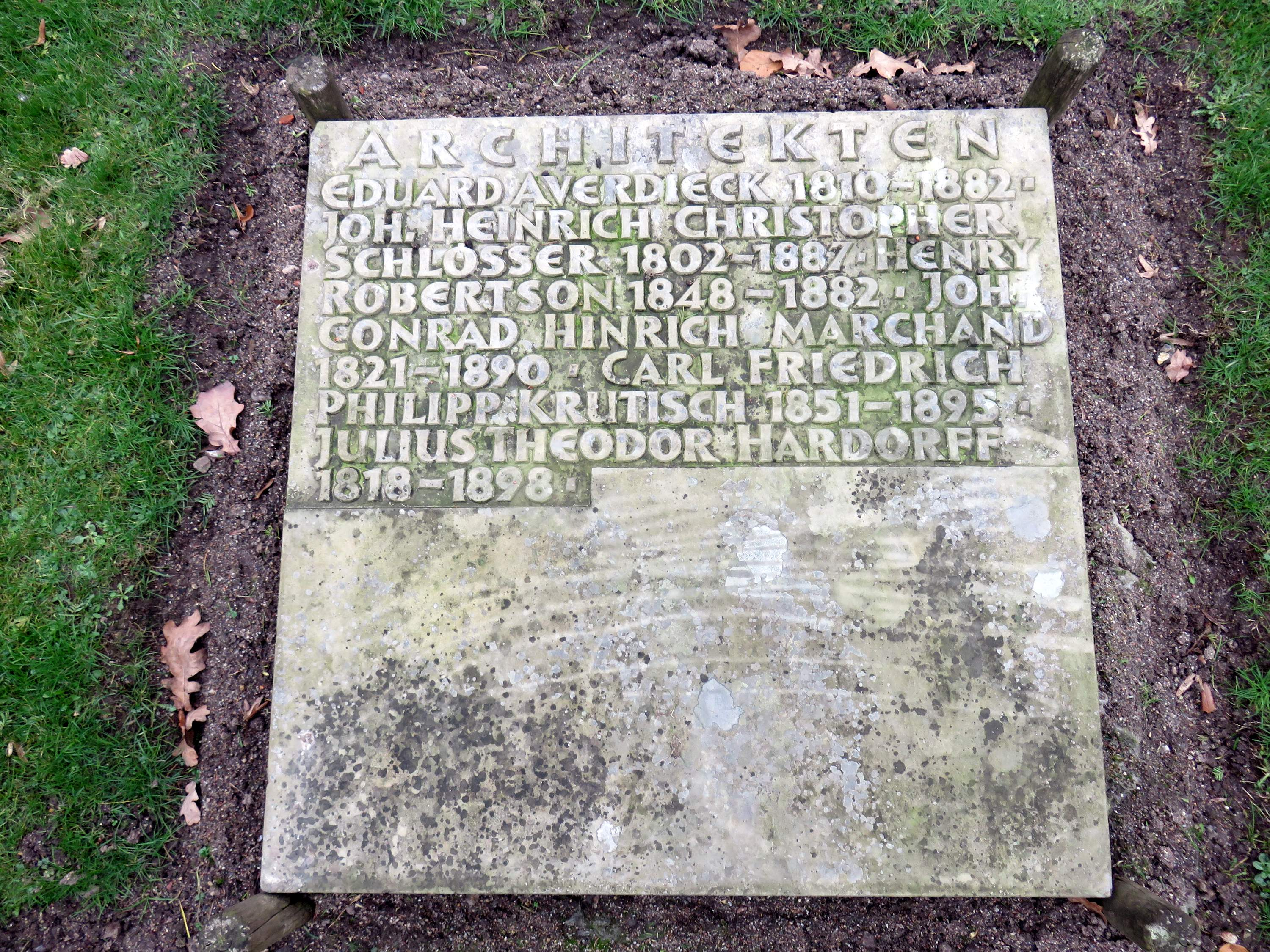
Grabmaltafel Althamburgischer Gedächtnisfriedhof Ohlsdorf

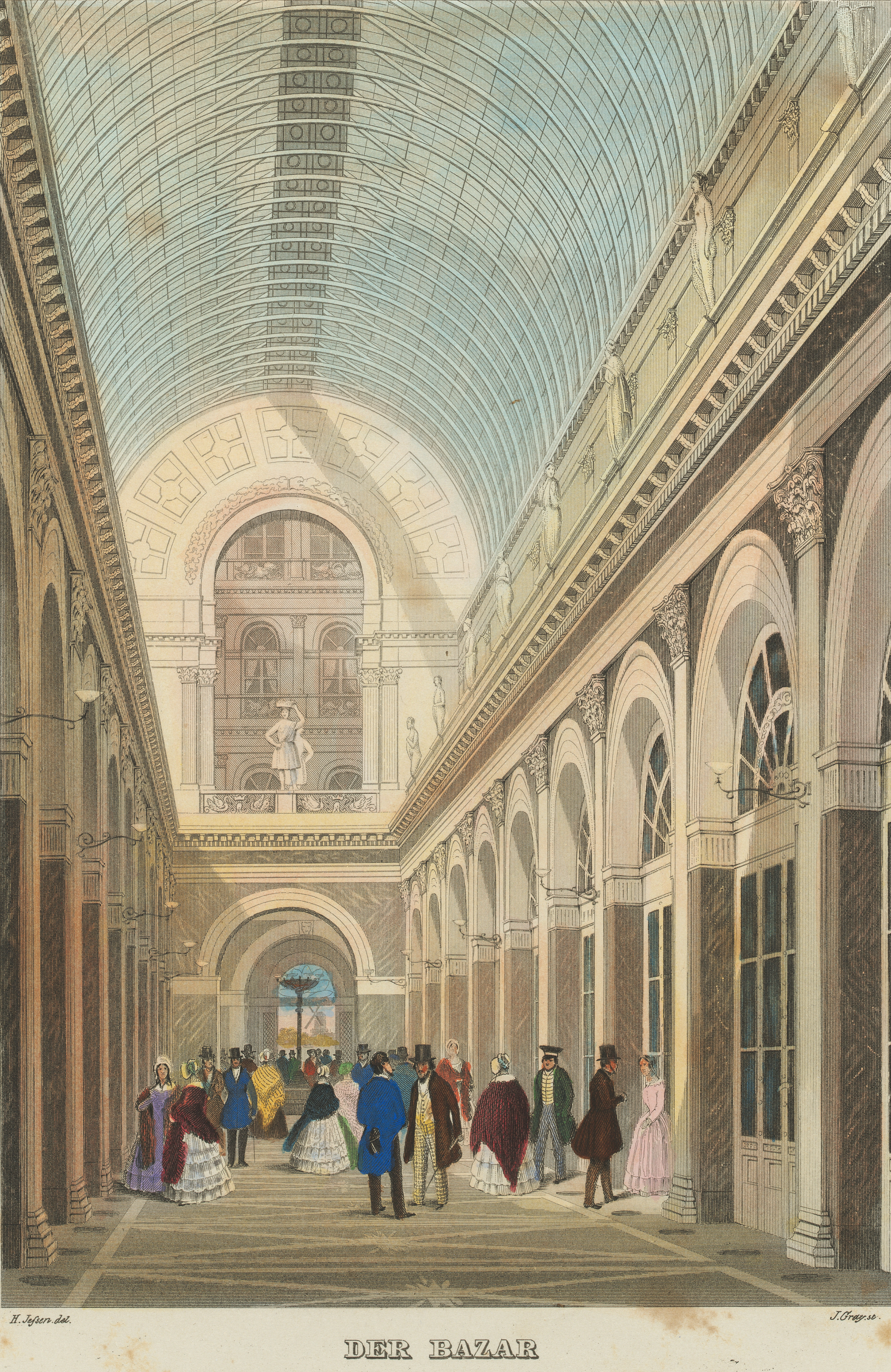
Passage in Sillem’s Bazar 1848

Eduard Averdieck war Sohn des Hamburger Kaufmanns Georg Friedrich Averdieck. Die Schriftstellerin und Diakonissenmutter Elise Averdieck war seine Schwester.
Er lernte bei Hermann Peter Fersenfeldt in Hamburg, Wolfram in München und Wilhelm Stier in Berlin. Nach größeren Reisen durch Deutschland, Österreich und die Schweiz ließ er sich in Hamburg nieder.
Averdieck gehörte der Hamburger Konstituante an und war von 1859 bis 1865 Mitglied der Hamburgischen Bürgerschaft.
Im Bereich des Althamburgischen Gedächtnisfriedhofs des Ohlsdorfer Friedhofs wird auf dem (zweiten) Sammelgrabmal Architekten unter anderen an Eduard Averdieck erinnert.

## Bauten
Averdieck hat als Architekt Gebäude in Hamburg errichtet, darunter:
- Sillem’s Bazar, Einkaufspassage am Jungfernstieg
- Gebäude an der neu angelegten Büschstraße am Gänsemarkt (1841/42)
- Deutsch-Reformierte Kirche an der Ferdinandstraße 21 (1854–57),[2] 1943 zerstört
- Großes Haus am Steintorplatz, welches später zum Savoy-Hotel umgebaut wurde
- Averdiecks Terrasse am Berliner Tor

## Ämter
Neben seiner Mitgliedschaft in der Hamburgischen Bürgerschaft (1859–1865) hatte Averdieck weitere Ämter inne:
- 1840 und 1841 Kapitän der 4. Kompanie des 7. Infanteriebataillons des Hamburger Bürgermilitärs
- 1850–1863 Adjunkt, 1864–1870 Vorsteher und 1871–1877 Gemeindeältester bei der Dreieinigkeitskirche in St. Georg
- 1877 Vorsitzender der Beede
- 1871–1877 Mitglied des Konvents des städtischen Kirchenkreises
- 1877 Mitglied der Synode der Evangelisch-Lutherischen Kirche im Hamburgischen Staate
- 1856–1862 Armenpfleger
- 1862–1868 Feuerkassenbürger
- 1864–1870 Mitglied der Verwaltung der Allgemeinen Gewerbeschule und der Schule für Bauhandwerker
- ab 1875 beeidigter Sachverständiger in Gewerbesachen für Architekten